# Louis Julius Gallois
Pour les articles homonymes, voir Gallois (homonymie).
Louis Julius Gallois, né le 19 février 1776 à Laroche-Saint-Cydroine et mort le 11 juillet 1849 à Draveil, célèbre négociant en vin au début du XIXe siècle, a été maire de Bercy (Seine).

## Biographie

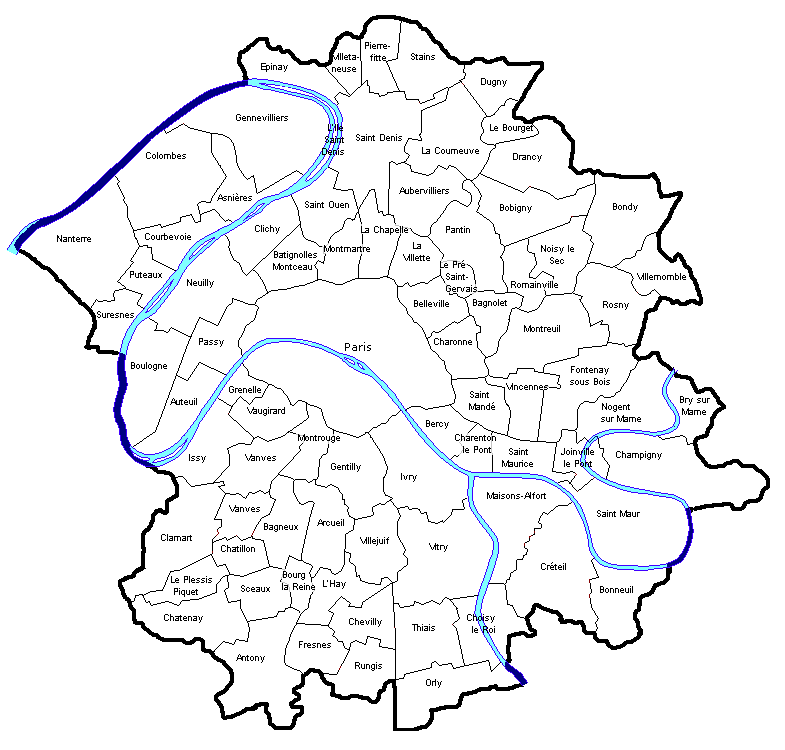
Le département de la Seine et ses communes avant la réorganisation administrative de 1860.

Fort de l’appui de son ami Élie Decazes, alors ministre de la Police, Louis Gallois est nommé maire de la commune de Bercy (département de la Seine) le 20 décembre 1815. Il exerce cette charge jusqu’en 1821, avant d'accepter celle de juge au tribunal de commerce de la Seine.
Julius Gallois acquit le Petit château de Bercy de Monsieur de Chabons maire de Bercy jusqu'en 1815 qui y avait établi un entrepôt de vins. Il étendit ces entrepôts de vins qui durèrent jusqu'à l'aménagement du parc de Bercy au début des années 1980 en créant un  lotissement avec artères et bâtiments. Propriétaire du sol, il donna à ces artères des appellations à sa gloire : la « rue Gallois » (son nom de famille), la « rue Louis » (son prénom), la « rue Laroche » (le nom de son pays natal), la « rue Sainte-Anne » (sa femme se prénommant Anne) et la « rue Léopold » (prénom de son fils). Le Dictionnaire historique des rues de Paris de Jacques Hillairet (1886-1984) mentionne encore la rue Gallois, la rue Laroche et la rue Léopold, toutes trois situées dans les entrepôts de Bercy.
C'est sous son mandat de maire que survint le 31 juillet 1820 un terrible incendie qui ravagea une grande partie des magasins de vins de Bercy, portant atteinte au commerce des liquides. Le maire fit le récit de ce sinistre sous forme d’une lettre publiée au Moniteur universel. Un décret du 11 janvier 1808 interdisait toute construction à moins de 50 toises du mur des Fermiers généraux, mais le roi Louis XVIII, sollicité d’accompagner le mouvement de charité envers les victimes, accorda une exception par son ordonnance du 8 août 1820 et l’on put reconstruire les précieux magasins de vins.
Son fils Louis Jules (1799-1867), né de son premier mariage, fut contraint de détruire le château lors de la construction des voies de chemins de fer Paris-Lyon. En 1835, il s'était associé à un certain Emmanuel Courvoisier pour fonder la maison de cognac du même nom. Louis Jules Gallois, comte de Naives, meurt le 4 février 1867 à Paris.
Louis Julius Gallois meurt en 1849 à Draveil (Essonne), à l'âge de 73 ans. Il repose au cimetière de Bercy. Il avait été fait chevalier de la Légion d’honneur avant de se retirer en Seine-et-Oise.
Pour Lucien Lambeau sa sépulture a une « allure quelque peu prétentieuse » et « affecte le style de la [R]enaissance ». Cette sépulture a été restaurée par Armando Faria Ribeiro.